# Hans Spanner
Hans Spanner (* 3. August 1908 in Graz; † 26. Januar 1991 in Kiefersfelden) war ein österreichischer Steuer- und Verwaltungsrechtler.

## Leben
Spanner wurde 1908 als Sohn des promovierten Juristen Johann Anton Spanner, Präsident des Landesgerichts für Strafsachen Graz, in Graz geboren. Er besuchte von 1918 bis 1926 das Akademische Gymnasium seiner Heimatstadt und studierte von 1926 bis 1931 Rechtswissenschaft an der Karl-Franzens-Universität Graz und der Universität Wien. Von 1928 bis 1930 legte er die Erste bis Dritte Staatsprüfung ab. 1931 wurde er an der Universität Graz zum Dr. jur. promoviert.
Danach absolvierte er den Verwaltungsdienst bei der Landeshauptmannschaft Steiermark in Graz. 1934 legte er die Praktische Prüfung für den höheren Verwaltungsdienst in Graz ab. 1935 trat er als Aspirant des Politischen Dienstes beim Amt der steiermärkischen Landesregierung in den höheren Verwaltungsdienst ein. Ein Jahr später wurde er provisorischer Regierungskommissär in der steiermärkischen Landesregierung, 1936/37 in Dienstverwendung im Bundeskanzleramt in Wien.
1934 habilitierte er sich für Allgemeine Verwaltungslehre und Öffentliches Verwaltungsrecht an der Universität Graz mit der Arbeit Rechtsbestand irriger Verwaltungsakte und wurde Privatdozent. Sodann habilitierte er sich nach Wien um und wurde 1937 als Nachfolger von Ludwig Adamovich senior (sein Lehrer) außerordentlicher Professor. Im Wintersemester 1939 vertrat er eine Lehrkanzel an der Universität Wien. Den Ruf (1944) als Nachfolger von Hans von Frisch an die Technische Hochschule Wien lehnte er ab.
Spanner beantragte am 5. Juli 1939 die Aufnahme in die NSDAP und wurde am 1. Juni 1940 aufgenommen (Mitgliedsnummer 7.642.051); er habe sich „aber einer Gefälligkeitshabilitation eines NS-Dozentenführers aus fachlichen Gründen widersetzt und damit bei den Machthabern unbeliebt gemacht“. Von 1942 bis 1944 erfolgte die Versetzung in die Niederlande, wo er Leiter der Abteilung Rechtssetzung im Generalkommissariat für Verwaltung und Justiz wurde. In diesem Amt war er mit dem Entwurf einer Verordnung über die Verbannung jüdischer Erzeugnisse aus dem Kulturleben befasst, die im §4 eine Erweiterung des Begriffs Jude enthielt und jüdische Mischlinge einbezog. Er geriet schließlich in britische Kriegsgefangenschaft, aus der er 1947 zurückkehrte. Seine „staat- und verwaltungsrechtlichen Arbeiten“ waren „zumeist frei von politischen Stellungnahmen oder gar ideologischen Bekenntnissen“. Es gestalte sich daher schwierig, eine Einordnung vorzunehmen.
1951 wurde er trotz politischer Vorbelastung ordentlicher Professor für Öffentliches Recht an der Universität Graz. Von 1952 bis 1954 war er Dekan der Juridischen Fakultät. 1956 wechselte er als Nachfolger von Otto Bachof als Ordinarius für Staats-, Verwaltungs- und Völkerrecht an die Universität Erlangen. Dort war er Mitglied des Verwaltungsausschusses. 1959 lehnte er einen Ruf nach Berlin ab. 1960 wurde er Ordinarius für Öffentliches Recht, insbesondere Öffentliches Wirtschafts- und Steuerrecht an der Ludwig-Maximilians-Universität München. Dort war er Dekan der Juristischen Fakultät und befasste sich fachlich insbesondere mit dem Steuerrecht. Rufe (1962/63) an die Universität Wien und die Universität Salzburg lehnte er u. a. aus finanziellen Gründen ab. 1976 wurde er emeritiert. Zu seinen akademischen Schülern gehörten u. a. Wolfgang Jakob, Wolfgang Knies, Ferdinand O. Kopp und Manfred Zuleeg.
Spanner verfolgte in seinem Wirken zeitlebens einen rechtspositivistischen Ansatz. Er war wiederholt als Gutachter tätig u. a. bezüglich einer Kodifikation des Allgemeinen Verwaltungsrechts und Verfahrensrechts zum 43. Deutschen Juristentag (1960). Ferner leitete er u. a. den „Arbeitsausschuss Straßenrecht“ der Forschungsgesellschaft für Straßenwesen. Überdies war er Bearbeiter des Kommentars Abgabenordnung (Hübschmann/Hepp/Spitaler). Er war Mitglied der Vereinigung der Deutschen Staatsrechtslehrer, der Österreichische Vereinigung für Verwaltungswissenschaften und Politische Wissenschaft und der International Political Science Association.
Spanner war katholisch getauft und verheiratet.

## Auszeichnungen
- Ehrenkreuz für Wissenschaft und Kunst I. Klasse

## Schriften (Auswahl)
- Die Eingliederung der Ostmark ins Reich. Hanseatische Verlagsanstalt, Hamburg 1941.
- Die richterliche Prüfung von Gesetzen und Verordnungen. Eine rechtsvergleichende Untersuchung über die Hauptaufgabe der Verfassungsgerichtsbarkeit. Springer, Wien 1951.
- Die Berufsbeamten und die Staatskrisen (= Veröffentlichungen der Vereinigung der Deutschen Staatsrechtslehrer, Heft 13). Berichte von Friedrich August von der Heydte, Günter Dürig, Richard Naumann, Hans Spanner und Aussprache zu den Berichten in den Verhandlungen der Tagung der deutschen Staatsrechtslehrer zu Tübingen am 14. und 15. Oktober 1954. de Gruyter, Berlin 1955.
- (Bearb./Erg.): Ludwig Adamovich senior: Handbuch des österreichischen Verfassungsrechts (= Rechts- und Staatswissenschaften. 3). 5. Auflage, Springer, Wien 1957.
- Empfiehlt es sich, den allgemeinen Teil des Verwaltungsrechts zu kodifizieren? Gutachten für den 43. Deutschen Juristentag. Mohr (Siebeck), Tübingen 1960.
- Der Steuerbürger und das Bundesverfassungsgericht. Eine systematische Darstellung der Spruchpraxis des Bundesverfassungsgerichts in Steuersachen (= Grundlagen und Praxis des Steuerrechts. Bd. 7). E. Schmidt, Berlin 1967.
- mit Peter Lerche, Hans F. Zacher, Peter Badura, Axel Freiherr von Campenhausen (Hrsg.): Festgabe für Theodor Maunz zum 70. Geburtstag am 1. September 1971. Beck, München 1971, ISBN 3-406-01093-8.
- Das Bundesverfassungsgericht. Einrichtung, Verfahren, Aufgaben (= Das wissenschaftliche Taschenbuch. 28). Goldmann, München 1972.
- (Mithrsg.): Steuerrecht mit Bilanzkunde, Bank- und Börsenrecht (= Wahlfach Examinatorium. 9). Müller, Juristischer Verlag, Karlsruhe 1975, ISBN 3-8114-0025-8.